# ティム・ラヘイ
ティモシー・フランシス・ラヘイ（Timothy Francis LaHaye、1926年4月27日 - 2016年7月25日）はアメリカ合衆国のプロテスタントの牧師、作家。『レフトビハインド』シリーズの作者として知られる。

## 経歴

### 生い立ち
1926年4月27日、ミシガン州デトロイトにおいて生まれる。父フランク・ラヘイはフォードの従業員であったが、1936年に心筋梗塞で亡くなった。その頃ティムは9歳であり、父の死は彼に大きな影響を与えた。彼は非常に落胆していたが、葬儀の際に牧師はこのように言った。「これはフランク・ラヘイの終わりではない。なぜなら、彼はイエス・キリストを受け入れており、再臨の日にはキリストにある死者が先に天に挙げられ、我々は空で再開することができるから。」
ラヘイは後に牧師の言葉についてこう言及している。「突然、私の心の中に父と再会できるという希望が湧いた。」
その後1944年、夜間学校を卒業した18歳のラヘイはアメリカ陸軍航空軍に入隊し、ヨーロッパ作戦戦域において爆撃機の機関銃手として従軍した。そして、1950年にはサウスカロライナ州グリーンビルにあるボブ・ジョーンズ大学を卒業した。さらに、ウエスタン神学校で宣教学博士、リバティ大学大学院で文学博士を取得した。その後、サウスカロライナ州パンプキンタウンで牧師を務め、1956年までミネアポリスの集会を牧会した。
その後、ラヘイ一家はカリフォルニア州サンディエゴへ引っ越し、スコット・メモリアル・バプテスト教会（現：グレース・チャーチ・サンディエゴ）で25年間牧師を務めた。同教会では、当初275人規模だったのを2400人規模の教会へと成長させた。そして、1971年には現在のサンディエゴ・クリスチャン・カレッジの前身となる、クリスチャン・ヘリテッジ・カレッジをエルカホンに創設した。またさらに、1972年にはヘンリー・モリスと共同で、同カレッジ内に創造科学研究所を設立した。
家庭生活についてのセミナーの主催者として、各地を講演して回り、カウンセラーとしても高い評価を受けていた。

### 政治活動
ラヘイは自らの考えを多くの人々に伝えようと考え、1970年代後期から1980年代初期までクリスチャン・ボイスを通じて政治活動に関わった。1979年、彼はジェリー・ファルエルを後押ししてロビー団体モラル・マジョリティ（Moral Majority）を設立させ、自ら理事として関わった。また、妻のビバリーは宗教右派の女性団体コンサーンド・ウィメン・フォー・アメリカを設立した。
1981年、彼は政治と執筆に集中するために牧師の職を辞任した。そして、同じ年に政策立案シンクタンクのカウンシル・フォー・ナショナル・ポリシー（CNP）の設立を援助した。
1980年代、彼は統一教会の幹部朴普煕から金銭を受領したとして福音派の中で批判を受けた。加えて、文鮮明の収監に反対して設立された団体に参加したことでも批判を受けた。また、1996年にはラヘイの妻が文鮮明のイベントに登壇している。
また、ラヘイはロナルド・レーガンの大統領選の際、彼を直接支援した。また彼は1988の大統領選挙の際にジャック・ケンプを支持しようと考えていたが、彼の反カトリック主義的な考えが明らかになるとすぐにその支援から退いた。また、2000年の大統領選挙の際にはジョージ・W・ブッシュの指示を宗教右派の間で取り付ける重要な役割を果たした。

### 『レフトビハインド』
ラヘイの名は小説『レフトビハインド』の著者として最も知られている。この小説は患難前携挙説に基づく携挙後の社会を描いている。この携挙は、前千年王国説、特にディスペンセーション主義者の間で複数回行われると信じられている。この本は、実際にはスポーツライターで数多くの小説を書いているジェリー・ジェンキンスがラヘイのノートから着想を得て書いている。
このシリーズは1995年に第1巻が発売され、その後全12巻が発売された。非常に人気を博したこのシリーズは2016年7月時点で6,500万部を売り上げている。また、このうち7タイトルはニューヨーク・タイムズやUSAトゥデイのベストセラーリストにも掲載された。福音派牧師のジェリー・ファルエルは第1巻についてこのように述べている。「この本は現代キリスト教に非常に大きな影響を与えた。現代においては聖書の次に偉大な本だ。」また、売上においてはトム・クランシーやスティーブン・キングと比較される。
ラヘイは自ら原案を思いついた時期について述べ、それは1994年ごろに飛行機に乗っていた際、結婚しているパイロットがフライトアテンダントと浮気しているのを見た際だと言っている。その時、彼は今携挙が起きたらこのパイロットはどうなるのかと考えたのだった。実際、小説の最初の場面は類似の展開となっている。彼は『レフトビハインド』の映画製作権を売却したが、その映画「レフトビハインド」がラヘイの望むキリスト教価値観に基づいたものというよりも、単なる興行的成功を狙ったものとなってしまったとして、彼は後悔することとなった。

## 著書・邦訳一覧
- 『人間の気質と聖霊の働き』（1972年11月1日発行、いのちのことば社、翻訳：いのちのことば社出版部）ISBN 978-4-264-00153-9
- 『ひとりでできる聖書の学び』（1979年9月1日発行、いのちのことば社、翻訳：白井秀雄）ISBN 978-4-264-00039-6
  - 『ひとりでできる聖書の学び 初めて聖書を読む若い人々に』（1994年10月18日発行、いのちのことば社、翻訳：白井秀雄）ISBN 978-4-264-00039-6 ※上記書籍の限定復刻版
- 『結婚生活の諸問題』（いのちのことば社、翻訳：栗原督枝）ISBN 978-4-2640-0310-6
- 『死後、何が起こるか』（いのちのことば社、翻訳：松代幸太郎）ISBN 978-4-2640-0682-4
- 『御霊に支配された家庭生活』
- 『レフトビハインド』シリーズ - ジェリー・ジェンキンズとの共著（全12巻、いのちのことば社）
- 『バビロン・ライジング ノアの箱舟の秘密』 - ボブ・フィリップスとの共著（2005年08月31日発行、上下巻、扶桑社、翻訳：公手成幸）
- 『バビロン・ライジング 秘宝・青銅の蛇を探せ』 - グレッグ・ディナロとの共著（2005年05月31日発行、上下巻、扶桑社、翻訳：公手成幸）

※原著に関してはen:Tim LaHaye#Bibliographyを参照。